# Wilfrid Mbappé
Pour les articles homonymes, voir Mbappé.
Wilfrid Mbappé (prononcé /m͡ba.pe/ Écouter), né le 11 octobre 1970 à Douala, est un entraîneur de football amateur et consultant français.

## Biographie

### Enfance
Elie Wilfrid Mbappé Lottin est originaire de Djébalé, une île de l'estuaire du Wouri voisine de Douala, au Cameroun.

### Carrière
Ancien footballeur de niveau régional, il est entraîneur à l'AS Bondy pendant plus de 20 ans, où, outre ses fils Kylian et Ethan ainsi que Jirès Kembo Ekoko, il a notamment formé Steven Joseph-Monrose, Fabrice N'Sakala, Sébastien Corchia, Jonathan Ikoné, William Saliba et Ateef Konaté (en).
Il se consacre ensuite à la carrière de son fils Kylian qu'il conseille pour la partie football, sa mère s'occupant, avec l’aide d'avocats, de sa communication, son image et ses projets sociétaux.
Durant la Coupe du monde 2022, il est consultant pour la chaîne de télévision togolaise New World Sport aux côtés d'Emmanuel Adebayor, Basile Boli ou encore Bonaventure Kalou.

## Vie privée
Il a vécu et été pacsé de 2016 à 2022 avec Fayza Lamari, née à Bondy et handballeuse à l'AS Bondy en division 1 jusqu'en 2001. Leurs deux enfants, Kylian et Ethan, sont footballeurs professionnels, comme Jirès Kembo Ekoko, dont Wilfrid est devenu le tuteur légal et qu'il considère comme son fils.

## Prise de position
Dans un entretien à L'Équipe, il évoque le fait que les revenus de Kylian Mbappé ne devraient pas être une motivation pour un jeune enfant.

« Ce n'est pas normal qu'un enfant de 10 ans me dise : “Je veux gagner autant d'argent que Kylian” [...] Le football a changé. Quand j'ai commencé, la passion du jeu passait avant la réussite sociale. Aujourd'hui, les parents savent ce qu'est un contrat d'aspirant. »

— Wilfrid Mbappé

## Fait divers
En février 2023, Mohamed A., un homme de 48 ans, comparaît devant le tribunal de Versailles après s'être fait passer pour Wilfrid Mbappé entre décembre 2021 et janvier 2023 pour obtenir des titres de séjour,.